# Crenshaw County
Crenshaw County är ett county i den amerikanska delstaten Alabama. 2012 uppskattades countyt ha 14 083 invånare. Den administrativa huvudorten (county seat) är Luverne.

## Geografi
2013 hade countyt en total area på 1 582,27 km². 1 576,89 km² av arean var land och 5,38 km² var vatten.

### Angränsande countyn
- Montgomery County - nord
- Pike County - öst
- Coffee County - sydöst
- Covington County - syd
- Butler County - väst
- Lowndes County - nordväst